# 可门港铁路支线
可门港铁路支线是一条位于福建省福州市连江县罗源湾南岸的一条货运铁路支线，线路西起温福铁路透堡站，东至可门港港区内的可门站，经透堡镇、大官坂垦区至坑园镇颜岐村，线路全长21.49公里，其中正线长19.55公里，疏解线长1.94公里，由铁道部和福建省联合修建。项目设计难点主要体现在可门特大桥、透堡特大桥和馆读特大桥、大帽山隧道、后湾隧道、招宝隧道、炉山隧道和软土地质的港湾站。工程总投资约11亿元，分为透堡接轨站和可门港铁路支线正线两个部分。运输货物以矿石、煤炭为主。

## 历史
2008年11月，中土集团福州院的初步设计获铁道部和福建省联合批复。
2009年1月，工程正式动工。
2015年1月6日，可门港铁路支线及透堡疏解线工程正式开通。

## 影响意义
可门港铁路支线是一条重要的疏港专用铁路。通车后港口货物从可门港接卸后,通过透堡站与温福铁路对接,还可经福州樟林线路所接入向莆铁路，形成福建可门港通往浙江、江西及内陆省份货物列车的快速通道，与福建省江阴港、湄洲港形成海铁联运港口群，江西省的货物由南昌经向莆铁路运至福建上述任一港口，行程仅600公里左右，短于到宁波港和上海港的距离，对江西等中西部省份的外贸货物形成较强的吸引力，同时促进了可门港区的集约化、规模化、专业化开发水平的提升。